# Asifabad
Asifabad é uma vila no distrito de Adilabad, no estado indiano de Andhra Pradesh.

## Geografia
Asifabad está localizada a 19° 22′ N, 79° 17′ L. Tem uma altitude média de 218 metros (715 pés).

## Demografia
Segundo o censo de 2001, Asifabad tinha uma população de 19 334 habitantes. Os indivíduos do sexo masculino constituem 52% da população e os do sexo feminino 48%. Asifabad tem uma taxa de literacia de 62%, superior à média nacional de 59,5%; com 59% para o sexo masculino e 41% para o sexo feminino. 13% da população está abaixo dos 6 anos de idade.